# Ana Terter da Bulgária
Ana Terter (em bretão: Ана Тертер) foi uma princesa búlgara e rainha consorte da Sérvia entre 1284 e 1299, terceira esposa do rei Estêvão Milutino.

## História
De acordo com Jorge Paquimeres, Ana era "a filha de Terter, nascida da irmã de Asen". A "irmã de Asen" era Kira Maria - a segunda esposa de Jorge Terter I. Porém, de acordo com outra teoria, Ana seria a filha de Jorge e sua primeira esposa, Maria, a irmã do czar Teodoro Esvetoslau.

## Família
Em 1284, Ana casou-se com Estêvão Milutino e eles tiveram diversos filhos:
- Estêvão Uresis, que sucedeu ao pai como rei da Sérvia.
- Ana Neda da Sérvia, que casou-se com Miguel Sismanes da Bulgária.

Em 1299, Milutino divorciou-se de Ana para casar com Simonida, que tinha apenas 5 anos de idade. Ana foi enviada para o Império Bizantino onde, em 1301, casou-se com Miguel (Demétrio) Ducas Comneno Cutrule, filho do déspota Miguel II Comneno Ducas do Despotado do Epiro.
Em 1304, Ana Terter e Miguel Ducas foram acusados de conspirar contra o imperador. Em 1305, foram presos no Grande Palácio de Constantinopla e suas posses foram confiscadas. Posteriormente, Ana e Miguel tentaram fugiram para a Bulgária, mas não conseguiram. Miguel terminou seus dias na prisão de Blaquerna.